# Paracrothinium
Paracrothinium is een geslacht van kevers uit de familie bladkevers (Chrysomelidae).
De wetenschappelijke naam van het geslacht werd in 1940 gepubliceerd door Chen.

## Soorten
- Paracrothinium collare Kimoto & Gressitt, 1982
- Paracrothinium rufus Medvedev, 1993